# Ylli Bufi
Ylli Bufi, född den 25 maj 1948 i Tirana i Albanien, är en albansk ekonom och politiker som var Albaniens premiärminister 1991.
Ylli Bufi studerade kemi vid universitetet i Tirana och avlade doktorsexamen 1971. Han arbetade inom olje- och matindustrin mellan 1972 och 1982. Han var minister för den lätta industrin 1990–1991 och dessförinnan dess ställföreträdande chef 1983–1990. Från 5 juni till 10 december 1991 var han Albaniens statsminister. Som medlem i Albaniens socialistparti har han varit ledamot i Albaniens parlament mellan 1991 och 2009.[källa behövs]